# Горњи Дреновац
Горњи Дреновац је насеље у Србији у општини Житорађа у Топличком округу. Према попису из 2022. било је 234 становника (према попису из 1991. било је 505 становника).

## Демографија
У насељу Горњи Дреновац живи 365 пунолетних становника, а просечна старост становништва износи 51,0 година (49,1 код мушкараца и 52,3 код жена). У насељу има 91 домаћинство, а просечан број чланова по домаћинству је 2,57.
Ово насеље је великим делом насељено Србима (према попису из 2002. године), а у последња три пописа, примећен је пад у броју становника.
|  |

| Демографија | Демографија | Демографија |
| Година      | Становника  | Становника  |
| ----------- | ----------- | ----------- |
| 1948.       | 920         |             |
| 1953.       | 949         |             |
| 1961.       | 802         |             |
| 1971.       | 718         |             |
| 1981.       | 678         |             |
| 1991.       | 505         | 474         |
| 2002.       | 420         | 445         |
| 2011.       | 377         |             |
| 2022.       | 234         |             |

| Етнички састав према попису из 2002.‍ | Етнички састав према попису из 2002.‍ | Етнички састав према попису из 2002.‍ | Етнички састав према попису из 2002.‍ | Етнички састав према попису из 2002.‍ |
| ------------------------------------ | ------------------------------------ | ------------------------------------ | ------------------------------------ | ------------------------------------ |
|                                      |                                      |                                      |                                      |                                      |
| Срби                                 | Срби                                 |                                      | 407                                  | 96,90%                               |
| Роми                                 | Роми                                 |                                      | 12                                   | 2,85%                                |
| непознато                            | непознато                            |                                      | 1                                    | 0,23%                                |

| Година пописа     | 1948. | 1953. | 1961. | 1971. | 1981. | 1991. | 2002. |
| ----------------- | ----- | ----- | ----- | ----- | ----- | ----- | ----- |
| Број домаћинстава | 139   | 152   | 166   | 173   | 186   | 168   | 151   |

| Број чланова      | 1  | 2  | 3  | 4  | 5  | 6 | 7 | 8 | 9 | 10 и више | Просек |
| ----------------- | -- | -- | -- | -- | -- | - | - | - | - | --------- | ------ |
| Број домаћинстава | 38 | 52 | 17 | 16 | 14 | 9 | 3 | 0 | 2 | 0         | 2,78   |

| Пол    | Укупно | Неожењен/Неудата | Ожењен/Удата | Удовац/Удовица | Разведен/Разведена | Непознато |
| ------ | ------ | ---------------- | ------------ | -------------- | ------------------ | --------- |
| Мушки  | 182    | 35               | 126          | 17             | 4                  | 0         |
| Женски | 190    | 10               | 127          | 50             | 3                  | 0         |
| УКУПНО | 372    | 45               | 253          | 67             | 7                  | 0         |

| Пол    | Укупно                    | Пољопривреда, лов и шумарство | Рибарство                            | Вађење руде и камена | Прерађивачка индустрија       |
| ------ | ------------------------- | ----------------------------- | ------------------------------------ | -------------------- | ----------------------------- |
| Мушки  | 105                       | 59                            | 0                                    | 0                    | 5                             |
| Женски | 42                        | 40                            | 0                                    | 0                    | 1                             |
| УКУПНО | 147                       | 99                            | 0                                    | 0                    | 6                             |
| Пол    | Производња и снабдевање   | Грађевинарство                | Трговина                             | Хотели и ресторани   | Саобраћај, складиштење и везе |
| Мушки  | 1                         | 20                            | 5                                    | 0                    | 2                             |
| Женски | 0                         | 0                             | 0                                    | 0                    | 1                             |
| УКУПНО | 1                         | 20                            | 5                                    | 0                    | 3                             |
| Пол    | Финансијско посредовање   | Некретнине                    | Државна управа и одбрана             | Образовање           | Здравствени и социјални рад   |
| Мушки  | 0                         | 2                             | 2                                    | 1                    | 0                             |
| Женски | 0                         | 0                             | 0                                    | 0                    | 0                             |
| УКУПНО | 0                         | 2                             | 2                                    | 1                    | 0                             |
| Пол    | Остале услужне активности | Приватна домаћинства          | Екстериторијалне организације и тела | Непознато            | Непознато                     |
| Мушки  | 0                         | 0                             | 0                                    | 8                    | 8                             |
| Женски | 0                         | 0                             | 0                                    | 0                    | 0                             |
| УКУПНО | 0                         | 0                             | 0                                    | 8                    | 8                             |